# Narciso Mina
Arrinton Narciso Mina Villalba, ou simplement Narciso Mina, né le 25 novembre 1982 à San Lorenzo en Équateur, est un footballeur international équatorien au poste d'attaquant.
Il compte 11 sélections pour 1 but en équipe nationale depuis 2008. Il joue actuellement pour le club mexicain de l'Atlante.

## Biographie

### Équipe nationale
Narciso Mina est convoqué pour la première fois par le sélectionneur national Sixto Vizuete pour un match amical face au Mexique le 13 novembre 2008. Il entre à la 46e minute à la place d'Isaac Mina (défaite 2-1). Le 16 août 2012 contre le Chili, il marque son seul but en sélection (victoire 3-0).
Il fait partie de l'équipe équatorienne à la Copa América 2011 en Argentine, où il a joué une rencontre. 
Il compte 11 sélections et 1 but avec l'équipe d'Équateur depuis 2008.

## Palmarès

### En club
- Avec le Barcelona :
  - Champion d'Équateur en 2012

- Avec le Deportivo Quito :
  - Champion du Mexique en C. 2013

### Récompenses
- Meilleur buteur du Championnat d'Équateur en 2011 (26 buts) et 2012 (30 buts)

## Statistiques

### Statistiques en club
Le tableau ci-dessous résume les statistiques en match officiel de Narciso Mina durant sa carrière de joueur professionnel.
| Saison                | Club                  | Championnat           | Championnat | Championnat | Coupe(s) nationale(s) | Coupe(s) nationale(s) | Compétition(s) continentale(s) | Compétition(s) continentale(s) | Compétition(s) continentale(s) | Équateur | Équateur | Total | Total |
| Saison                | Club                  | Division              | M.          | B.          | M.                    | B.                    | Comp.                          | M.                             | B.                             | M.       | B.       | M.    | B.    |
| 2002                  | Deportivo Cuenca      | Serie A               | 10          | 4           | -                     | -                     | -                              | -                              | -                              | -        | -        | 10    | 4     |
| 2003                  | Deportivo Cuenca      | Serie A               | 9           | 0           | -                     | -                     | -                              | -                              | -                              | -        | -        | 9     | 0     |
| 2005                  | Deportivo Cuenca      | Serie A               | 11          | 0           | -                     | -                     | -                              | -                              | -                              | -        | -        | 11    | 0     |
| 2006                  | LDU Loja              | Serie B               | 32          | 0           | -                     | -                     | -                              | -                              | -                              | -        | -        | 32    | 0     |
| 2007                  | LDU Loja              | Serie B               | 26          | 4           | -                     | -                     | -                              | -                              | -                              | -        | -        | 26    | 4     |
| 2008                  | Deportivo Azogues     | Serie A               | 1           | 0           | -                     | -                     | -                              | -                              | -                              | -        | -        | 1     | 0     |
| 2008                  | Manta                 | Serie B               | 38          | 25          | -                     | -                     | -                              | -                              | -                              | 3        | 0        | 41    | 25    |
| 2009                  | Barcelona             | Serie A               | 27          | 6           | -                     | -                     | -                              | -                              | -                              | -        | -        | 27    | 6     |
| 2009 - 2010           | Huracán               | Primera División      | -           | -           | -                     | -                     | -                              | -                              | -                              | -        | -        | 0     | 0     |
| 2009 - 2010           | Tchornomorets         | Premier-Liha          | 11          | 0           | -                     | -                     | -                              | -                              | -                              | -        | -        | 11    | 0     |
| 2010                  | Manta                 | Serie A               | 21          | 1           | -                     | -                     | -                              | -                              | -                              | -        | -        | 21    | 1     |
| 2011                  | Independiente         | Serie A               | 37          | 26          | -                     | -                     | -                              | -                              | -                              | 4        | 0        | 41    | 26    |
| 2012                  | Barcelona             | Serie A               | 43          | 30          | -                     | -                     | CS                             | 6                              | 1                              | 3        | 1        | 52    | 32    |
| 2012 - 2013           | América               | Primera División      | 13          | 0           | -                     | -                     | -                              | -                              | -                              | -        | -        | 13    | 0     |
| 2013 - 2014           | América               | Primera División      | 11          | 5           | -                     | -                     | LCC                            | 1                              | 0                              | 1        | 0        | 13    | 5     |
| 2013 - 2014           | Atlante               | Primera División      | 7           | 2           | -                     | -                     | -                              | -                              | -                              | -        | -        | 7     | 2     |
| Total sur la carrière | Total sur la carrière | Total sur la carrière | 297         | 103         | -                     | -                     | -                              | 7                              | 1                              | 11       | 1        | 315   | 105   |

### Buts en sélection
Le tableau suivant liste les résultats de tous les buts inscrits par Narciso Mina avec l'équipe d'Équateur.